# پل سه چشمه کلخوران
پل سه چشمه کلخوران مربوط به دوره صفوی است و در شهرستان اردبیل، روستای کلخوران، نزدیک مسجد جامع واقع شده و این اثر در تاریخ ۱۷ اسفند ۱۳۸۱ با شمارهٔ ثبت ۷۵۰۸ به‌عنوان یکی از آثار ملی ایران به ثبت رسیده است.